# 窪島誠一郎
窪島 誠一郎（くぼしま せいいちろう、1941年11月20日 - ）は、日本の著作家、美術評論家、美術館館主。父親は小説家の水上勉。

## 略歴

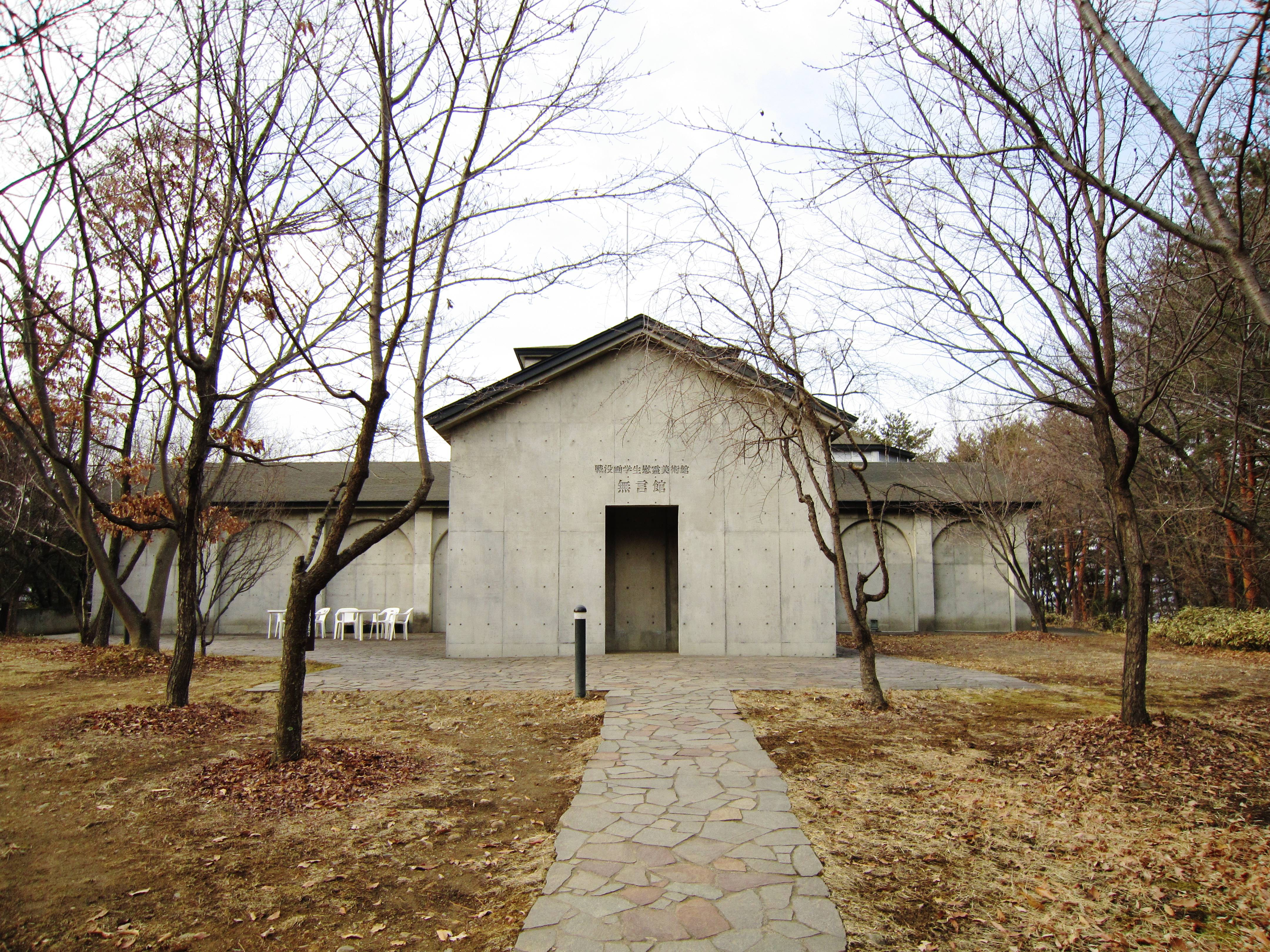
無言館（長野県上田市）

東京生まれ。海城高等学校卒業後、深夜喫茶のボーイ、ホテル従業員、店員、珠算学校の手伝いなどをしながら金を貯め、21歳のとき、靴の修理業を営んでいた育ての両親の店でスナックを始めた。支店も出し、画廊を経営するかたわら、本店を小ホールと喫茶店に変え、1964年（昭和39年）に小劇場キッド・アイラック・アート・ホールを設立。1979年（昭和54年）に長野県上田市に信濃デッサン館（現・KAITA EPITAPH 残照館）を設立。1997年に同地に無言館を設立した。1998年『「無言館」ものがたり』で第46回サンケイ児童出版文化賞受賞。
太平洋戦争に出征した画学生や夭折した画家の生涯を追った著作や、父との再会や晩年を語る作品で知られる。また、小説も上梓した。

## 著作

### 著書
- 『父への手紙』筑摩書房 1981年 のち文庫
  - NHKドラマ人間模様でドラマ化された（全5回「父への手紙」1983年4月10日 - 5月8日）
- 『信濃デッサン館日記』平凡社 1983年 のち講談社文庫
- 『詩人たちの絵』平凡社 1985年 のちライブラリー
- 『野田英夫スケッチブック アメリカでみつけた二十の小品にみる一日系画家の肖像』弥生書房 1985年
- 『信濃デッサン館日記』（2-3）平凡社 1986-95年
- 『母の日記』平凡社 1987年
- 『漂泊・日系画家野田英夫の生涯』新潮社 1990年
- 『わが愛する夭折画家たち』講談社現代新書 1992年
- 『田中恭吉ふあんたぢあ 「月映」に生きたある夭折版画家の生涯』弥生書房 1992年
- 『額のない絵 三十一人の画家の肖像』形文社 1993年
- 『美術館のある風景』弥生書房 1994年
- 『ウッドストックの森から』西田書店 1995年
- 『心にのこる名画美術館 4 愛とよろこびと悲しみ』金の星社 1995年
- 『絵画放浪』小沢書店 1996年
- 『無言館 - 戦没画学生「祈りの絵」』講談社 1997年
- 『「無言館」への旅 戦没画学生巡礼記』小沢書店 1997年 のち白水社
- 『無言館ものがたり』講談社 1998年
- 『信濃デッサン館20年 - 夭折画家を追って』平凡社 1999年
- 『鼎と槐多 - わが生命の焔信濃の天にとどけ』信濃毎日新聞社 1999年
- 『無言館を訪ねて - 戦没画学生「祈りの絵」（第2集）』編 講談社 1999年
- 『デッサンについて』形文社 2001
- 『無言館の詩 - 戦没画学生「祈りの絵」（第3集）』講談社 2001年
- 『無言館ノオト - 戦没画学生へのレクイエム』集英社新書 2001年
- 『信濃絵ごよみ 人ごよみ』信濃毎日新聞社 2002年
- 『北国願望・わが愛する美神たち』北海道新聞社 2002年
- 『石榴と銃 小説集』集英社 2002年
- 『「無言館」の坂道』平凡社 2003年
- 『高間筆子幻景 - 大正を駆けぬけた夭折の画家』白水社 2003年
- 『「明大前」物語』筑摩書房 2004年
- 『雁と雁の子 - 父・水上勉との日々』平凡社 2005年
- 『京の祈り絵・祈りびと 「信濃デッサン館」「無言館」日記抄』かもがわ出版 2005年
- 『鬼火の里』集英社 2005年
- 『うつくしむくらし - 窪島誠一郎ひとり語り』文屋 2006年
- 『「無言館」にいらっしゃい』ちくまプリマー新書 2006年
- 『絵をみるヒント』白水社 2006年、増補新版2014年
- 『「信濃デッサン館」「無言館」遠景 - 赤ペンキとコスモス』清流出版 2007年
- 『鼎、槐多への旅 私の信州上田紀行』矢幡正夫写真 信濃毎日新聞社 2007年
- 『かいかい日記 「乾癬」と「無言館」と「私」』平凡社 2008年
- 『傷ついた画布の物語 戦没画学生20の肖像』新日本出版社 2008年
- 『戦没画家靉光の生涯 ドロでだって絵は描ける』新日本出版社 2008年
- 『無言館の坂を下って 信濃デッサン館再開日記』白水社 2008年
- 『私の「母子像」』清流出版 2008年
- 『美術館 晴れたり曇ったり』一草舎出版 2009年
- 『約束 「無言館」への坂をのぼって』かせりょう絵 アリス館 2010年
- 『いのち(生命) わたし、画学生さんのぶんまで生きる』かせりょう絵 アリス館 2011年「約束」シリーズ
- 『わたしたちの「無言館」』アリス館 2012年
- 『粗餐礼讃 私の「戦後」食卓日記』芸術新聞社 2012年
- 『夭折画家ノオト　20世紀日本の若き芸術家たち』アーツアンドクラフツ、2012年
- 『夜の歌　知られざる戦没作曲家・尾崎宗吉を追って』清流出版、2012年
- 『父・水上勉』白水社、2013年
- 『母ふたり』白水社、2013年
- 『蒐集道楽　わが絵蒐めの道』アーツアンドクラフツ、2014年
- 『「自傳」をあるく』白水社、2015年
- 『明るき光の中へ 日系画家野田英夫の生涯』新日本出版社 2016
- 『くちづける 窪島誠一郎詩集』アーツアンドクラフツ 2016
- 『最期の絵 絶筆をめぐる旅』芸術新聞社 2016
- 『手をこまねいてはいられない クモ膜下出血と「安保法制」』新日本出版社 2016

### 編著・共著
- 『野田英夫画集』編 平凡社 1987年
- 『夭折の画家たち デッサン集』編著 岩崎美術社 1989年 双書美術の泉
- 『信州の美術館めぐり』岩淵順子,宮下常雄共著 新潮社・とんぼの本 1998年
- 『信州の空・カリフォルニアの風 窪島誠一郎・野本一平往復書簡』小沢書店 1999年
- 『戦争と芸術 「いのちの画室」から』安斎育郎共著 かもがわ出版 2005年
- 『「無言館」の青春』編著 講談社 2006年
- 『わが心の母のうた』編著 信濃毎日新聞社　2010年
- 『無言館はなぜつくられたのか』野見山暁治共著 かもがわ出版 2010年
- 『「戦争」が生んだ絵、奪った絵』野見山暁治,橋秀文共著　新潮社・とんぼの本　2010年
- 『窪島誠一郎・松本猛ホンネ対談〈ふるさと〉って、なに?!』新日本出版社 2015

## テレビ出演
- 日曜美術館 「村山槐多」-デカダンスの造型 増田洋、池上忠治、浜美枝、国井雅比古 1984年11月25日　NHK教育
- 日曜美術館 「ミロ」-記号が紡ぐ夢 横山正美、国井雅比古、利根山光人、岡田隆彦 1987年7月26日　NHK教育

## 家族・親族
幼い頃、父・水上勉とは別離する（経済的事情などにより他家に預けたものが、空襲のため消息不明となった）。1977年（昭和52年）に父と再会し、劇的な親子の再会としてマスコミを賑わせた。
実母は窪島を手放したことを生涯悔悟し、1999年に自殺している。
三里塚闘争に社会党オルグとして関わった加瀬勉は従兄弟。
なお、妻、紀子との間に2子をもうけている。長男は実業家の窪島剣璽。